# Nefalione
Nefalione è un personaggio della mitologia greca.

## Genealogia
Figlio di Minosse e della ninfa Paria.
Non ci sono notizie di sue spose o progenie.

## Mitologia
Viveva sull'isola di Paro assieme ai suoi tre fratelli (Crise, Eurimedonte e Filolao) ed un giorno la nave di Eracle fece scalo sull'isola ed alcuni uomini scesero. 
Nefalione ed i suoi fratelli li uccisero e furono a loro volta uccisi da Eracle.